# Purton
Ein Purton ist die Farbe eines so genannten Purton-Systems in optisch unendlicher (deckender) Schicht.
Ein Purton-System ist ein pigmentiertes System, das nur ein Pigment enthält, also nur eine chemisch reine farbgebende Substanz.
Von einem Vollton spricht man dagegen, wenn das Purton-System in nicht deckender Schicht auf z. B. weißem Untergrund appliziert wird.